# Paolo Mazza
Paolo Mazza (Vigarano Mainarda, 1901. július 21. – Ferrara, 1981. december 31.) olasz labdarúgóedző.
Az olasz válogatott edzőjeként, Giovanni Ferrarival közösen részt vett az 1962-es labdarúgó-világbajnokságon.